# 瓦克拉科查湖 (蘇伊圖坎查區)
11°51′15″S 75°55′8″W / 11.85417°S 75.91889°W
瓦克拉科查湖（Waqraqucha），是秘魯的湖泊，位於該國中部胡寧大區，由堯利省的蘇伊圖坎查區負責管轄，處於瓦伊拉坎查湖以北的帕里亞卡卡山脈地區。